# Долгоруковский сельсовет (Липецкая область)
Долгору́ковский сельсове́т — сельское поселение в Долгоруковском районе Липецкой области.
Административный центр — село Долгоруково.

## География
Долгоруковский сельсовет находится в центральной части Долгоруковского района. На западе граничит с Дубовецким и Грызловским, на севере с Стегаловским, на северо-востоке с Большебоевским, на востоке с Жерновским, на юге с Меньшеколодезским сельсоветами района. На юге граничит с Тербунским районом.
По территории сельсовета протекает река Снова и несколько небольших ручьёв. На северо-западе села Братовщина, севернее и на востоке деревни Екатериновка большие запруды.

## Население
| 2010  | 2012  | 2013  | 2014  | 2015  | 2016  | 2017  |
| ----- | ----- | ----- | ----- | ----- | ----- | ----- |
| 9200  | ↘8982 | ↘8856 | ↘8789 | ↗8800 | ↘8796 | ↗8865 |
| 2018  | 2021  |       |       |       |       |       |
| ↘8767 | ↘8621 |       |       |       |       |       |

## Состав сельского поселения
| №  | Населённый пункт | Тип населённого пункта       | Население |
| -- | ---------------- | ---------------------------- | --------- |
| 1  | Анненка          | деревня                      | ↘35       |
| 2  | Братовщина       | село                         | ↘1132     |
| 3  | Долгоруково      | село, административный центр | ↘5237     |
| 4  | Екатериновка     | деревня                      | 840       |
| 5  | Ивановка         | деревня                      | 201       |
| 6  | Ильинка          | деревня                      | →604      |
| 7  | Колединовка      | деревня                      | 23        |
| 8  | Кочетовка        | деревня                      | 19        |
| 9  | Красное          | село                         | 168       |
| 10 | Молодовка        | деревня                      | 13        |
| 11 | Надеждино        | деревня                      | 53        |
| 12 | Новопетровский   | хутор                        | 8         |
| 13 | Пашинино         | деревня                      | 44        |
| 14 | Полевой          | посёлок                      | ↘198      |
| 15 | Тимирязевский    | посёлок                      | →390      |
| 16 | Харламовка       | деревня                      | 129       |

## Достопримечательности
- Музей-усадьба «Край Долгоруковский» в селе Долгоруково.
- «Памятное место» на месте сада и усадьбы братьев Быхановых в селе Братовщина  памятник архитектуры (региональный)
- Церковь Святой Троицы в селе Братовщина 1820 года.

## Культура и образование
В поселении в области культуры действует:
- Районный центр культуры, досуга и народного творчества
- Центры культуры, досуга и народного творчества («Дома культуры») в селе Братовщина, деревнях Екатериновка и Пашинино, посёлке Тимирязевский
- Центральная районная библиотека имени А. М. Жемчужникова
- Общественная библиотека в деревне Екатериновка

Образовательные учреждения поселения:
- Районная детская школа искусств имени композитора С. Н. Василенко
- Районный Центр дополнительного образования детей
- Детско-юношеский центр (бассейн «Волна»)
- Лицей села Долгоруково, средние школы в селе Братовщина и деревне Екатериновка
- Дошкольные образовательные учреждения (Детский сад) в сёлах Долгоруково и Братовщина, деревне Екатериновка
- Районный центр реабилитации несовершеннолетних (Детский дом) в селе Братовщина

## Общественные учреждения
Почтовая связь:
- Центральный районный почтамт в селе Долгоруково
- Отделения почтовой связи в селе Братовщина и деревне Екатериновка

Сберегательный Банк:
- Центральный районный офис в селе Долгоруково

## Медицина
В области медицины в поселении действуют:
- Долгоруковская центральная районная больница (ЦРБ)
- Фельдшерско-акушерские пункты в селе Братовщина, деревне Екатериновка, посёлке Полевой
- Аптекарская сеть
- Районная ветеринарная станция (СББЖ)

## Экономика
Промышленность
- ЗАО «Долгоруковский молзавод»

Сельское хозяйство
- ООО АФ «Трио»

## Транспорт
Через поселение проходит железная дорога линии Елец — Касторное — Валуйки ЮВЖД. Крупнейшая пассажирская и грузотоварная станция — Долгоруково.
В селе Долгоруково находится районная автобусная станция, обеспечивающая пассажирское сообщение со всеми поселениями Долгоруковского района, на пригородных и междугородних маршрутах.